# Десять копеек (Беларусь)
Де́сять копе́ек (бел. Дзесяць капеек) — номинал монеты, используемый в Беларуси с 1 июля 2016 года.

## История
После распада СССР в течение 25 лет в Беларуси пользовались только бумажные деньги. Памятные монеты в обращении реально не использовались. После проведения деноминации в 2016 году впервые за всю историю суверенной Беларусии в денежном обращении появились монеты. Были выпущены 8 номиналов монет и 7 номиналов банкнот. Один из номиналов монет — 10 копеек, соответствующая банкноте 1000 рублей образца 2000 года.

## Характеристика

### Аверс
В центре аверса рельефно изображён герб Беларуси, чуть ниже — надпись «БЕЛАРУСЬ» и год чеканки — «2009».

### Реверс
В центре реверса изображено цифровое обозначение номинала — «10», слева от цифры вертикально изображено название монеты на белорусском языке «КАПЕЕК». В правой части монеты изображён национальный орнамент, символизирующий богатство и достаток.

## Состав
| Монета | Медь | Никель | Цинк | Железо | Кобальт | Вольфрам |
| ------ | ---- | ------ | ---- | ------ | ------- | -------- |
|        | 85   | 0      | 9    | 3      | 1       | 1        |